# Pete Candoli
Pete Candoli (Mishawaka, 1923. június 28. – Studio City, 2008. január 11.) amerikai dzsessztrombitás. Játszott játszott Woody Herman és Stan Kenton big bandjeiben. Conte Candoli bátyja volt.

## Pályakép
Az 1940-es években tagja volt a Sonny Dunham big bandnek (Will Bradley, Ray McKinley, Tommy Dorsey, Teddy Powell, Woody Herman, Boyd Raeburn, Tex Beneke és Jerry Gray). kivételesen magas hangokat tudott kifújni trombitán, ezért a „Superman” becenevet kapta. Amikor a Woody Herman együttes tagja volt, szólója során néha Superman-jelmezt is viselt.
Pete Candoli és a testvére, Conte Candoli saját zenekart alapítottak, amely az 1950-es évek végétől a az 1990-es évekig időről időre felléptek.
Pete Candoli az 1970-es évek elején éjszakai klubokban lépett fel második feleségével, Edie Adams énekesnővel. A szívműtét az 1970-es évek végén visszatért a zenei fesztiválokon való fellépésekhez és Lionel Hamptonnál játszott. Újra dolgozott a Woody Herman zenekarral annak ötven- és hatvanéves jubileumi koncertjein.
Candoli 2008. január 11-én, 84 éves korában halt meg prosztatarákban. Conte Candoli ugyanebben a betegségben halt meg 2001-ben.

## Albumok
- For Peter's Sake (1960)
- Blues, When Your Lover Has Gone (1961)
- Moscow Mule and Many More Kicks (1966)
- From the Top (1978)
- Live at the Royal Palms Inn Vol. 9 with Bill Perkins, Carl Fontana (1994)

### Conte Candolival
- The Brothers Candoli (1957)
- Bell, Book, and Candoli (1959)
- 2 for the Money (1959)
- There Is Nothing Like a Dame (1962)
- Candoli Brothers (1978)
- Two Brothers (1999)

## Filmek
- Pete Candoli az IMDb-n

## Díjak
- 1997: International Jazz Hall of Fame
- 2003: Big Band Hall of Fame